# Xilang
 (août 2018).
Si vous disposez d'ouvrages ou d'articles de référence ou si vous connaissez des sites web de qualité traitant du thème abordé ici, merci de compléter l'article en donnant les références utiles à sa vérifiabilité et en les liant à la section « Notes et références ».
Xilang (chinois : 锡良 ; pinyin : xīliáng) ou Bayat Xilang (巴岳特·锡良, bāyuètè xīliáng ; né en 1853 et décédé en 1917) est un officier bayat (peuple turc oghouze) de la bannière mongole bleue à bordure sous la dynastie Qing.
Il occupa différentes fonctions de haut rang, dont le titre de Gouverneur du Yun-Gui (ou vice-roi du Yun-Gui).